# Lac Amqui
Pour les articles homonymes, voir Amqui (homonymie).
Le lac Amqui est un plan d'eau situé dans la ville de La Tuque, dans l'agglomération de La Tuque, en Mauricie, au Québec, au Canada.
Ce lac d'une longueur d'environ 320 m est situé en milieu forestier. Depuis le XIXe siècle, la foresterie a été l'activité économique prédominante de ce secteur de l'ouest de la rivière Saint-Maurice.

## Géographie
Le lac Amqui est situé au nord de la limite nord de la réserve faunique du Saint-Maurice. À partir de l'embouchure du lac Amqui, le courant coule sur 2,4 km vers le nord-est en traversant deux zones de marécages pour aller se déverse dans le ruisseau Dickie. À partir de cette embouchure, le ruisseau Dickie coule sur 1,0 km jusqu'à la rive ouest de la rivière Wessonneau Nord.

## Toponymie
L'origine du mot Amqui provient de la langue amérindienne micmaque.
Le toponyme "lac Amqui" a été officialisé le 4 juillet 1980 à la Banque des noms de lieux de la Commission de toponymie du Québec.

## Sources
- Commission de toponymie du Québec - Banque des noms de lieux - Toponyme: "Lac Amqui"